# Operación GYS
La operación GYS u operación Gayis (en hebreo: מִבְצָע גַּיִ"ס‎, Mivtza Gayis), abreviatura de Guivati, Yiftaj, Sergei (Néguev) (las tres brigadas participantes), fue una operación militar y logística israelí realizada durante la segunda tregua de la guerra árabe-israelí de 1948. Su objetivo era crear un corredor del norte del desierto del Néguev hacia el enclave israelí, rodeado por el ejército egipcio. Cuando la operación militar (más tarde llamada GYS 1) comenzó y falló el 27 de julio de 1948, una operación más modesta (GYS 2) se intentó el 31 de julio, destinada simplemente para el transporte de mercancías al enclave.
En GYS 1, los israelíes esperaban capturar Faluya e Irak al-Manshiyya, cortando así una brecha a través de las fuerzas egipcias y tener paso libre al Néguev. Sin embargo, el ataque a Irak al-Manshiyya falló y las fuerzas en Faluya se retiraron debido a problemas de comunicación. En GYS 2, las fuerzas tomaron un camino más seguro hacia el este de Irak al-Manshiyya y exitosamente escoltaron un convoy de 20 camiones. Un tercer intento, denominado operación Camino hacia el Néguev, sucedió el 18-19 de agosto, y fracasó. Como resultado, la mayoría de los suministros tuvieron que ser transportados por aire durante casi dos meses, en una operación conocida como operación Avak.

## Antecedentes
Como respuesta al Plan Morrison-Grady de 1946, el Yishuv judío decidió construir 11 nuevas aldeas al norte del desierto del Néguev con el fin de garantizar que el territorio se convertiría en parte de un estado judío en cualquier decisión política futura. El 15 de mayo de 1948, tras la declaración de independencia de Israel, los ejércitos de varios países árabes invadieron el nuevo Estado. El ejército egipcio avanzó a lo largo de la carretera costera, deteniéndose en el Puente Sukreir y permaneciendo allí después de la operación Pleshet, una ofensiva israelí en la columna cerca al puente.
Los egipcios entonces establecieron posiciones en la carretera Majdal-Bayt Jibrin con el fin de fortalecer su posición en el área y desconectar a los pueblos del Néguev del resto de Israel. Los israelíes hicieron dos intentos importantes para romper el bloqueo (las operaciones An-Far y Muerte al Invasor), pero no pudieron crear una brecha propia entre las fuerzas egipcias. El 18 de julio de 1948, la segunda tregua de la guerra entró en vigor, poniendo fin a las hostilidades con el Néguev todavía dividido. Los pueblos de Hatta y Karatiyya habían sido capturados, sin embargo, forzando a los egipcios a eludirlos con un camino improvisado, al sur.
Antes de que los egipcios crearan la carretera de circunvalación, observadores de las Naciones Unidas visitaron el área y determinaron que los israelíes controlaban un pasadizo con el Néguev al comienzo de la tregua. Israel consideró que esto les daba el derecho de atacar a las fuerzas egipcias que bloqueaban el camino, a pesar del alto el fuego. Aun así, el plan de las FDI fue retener un ataque hasta que los egipcios abrieran fuego contra el convoy. Elementos de la Brigada Yiftaj que habían participado en la operación Danny en julio fueron trasladados al sur para la operación.

## GYS 1

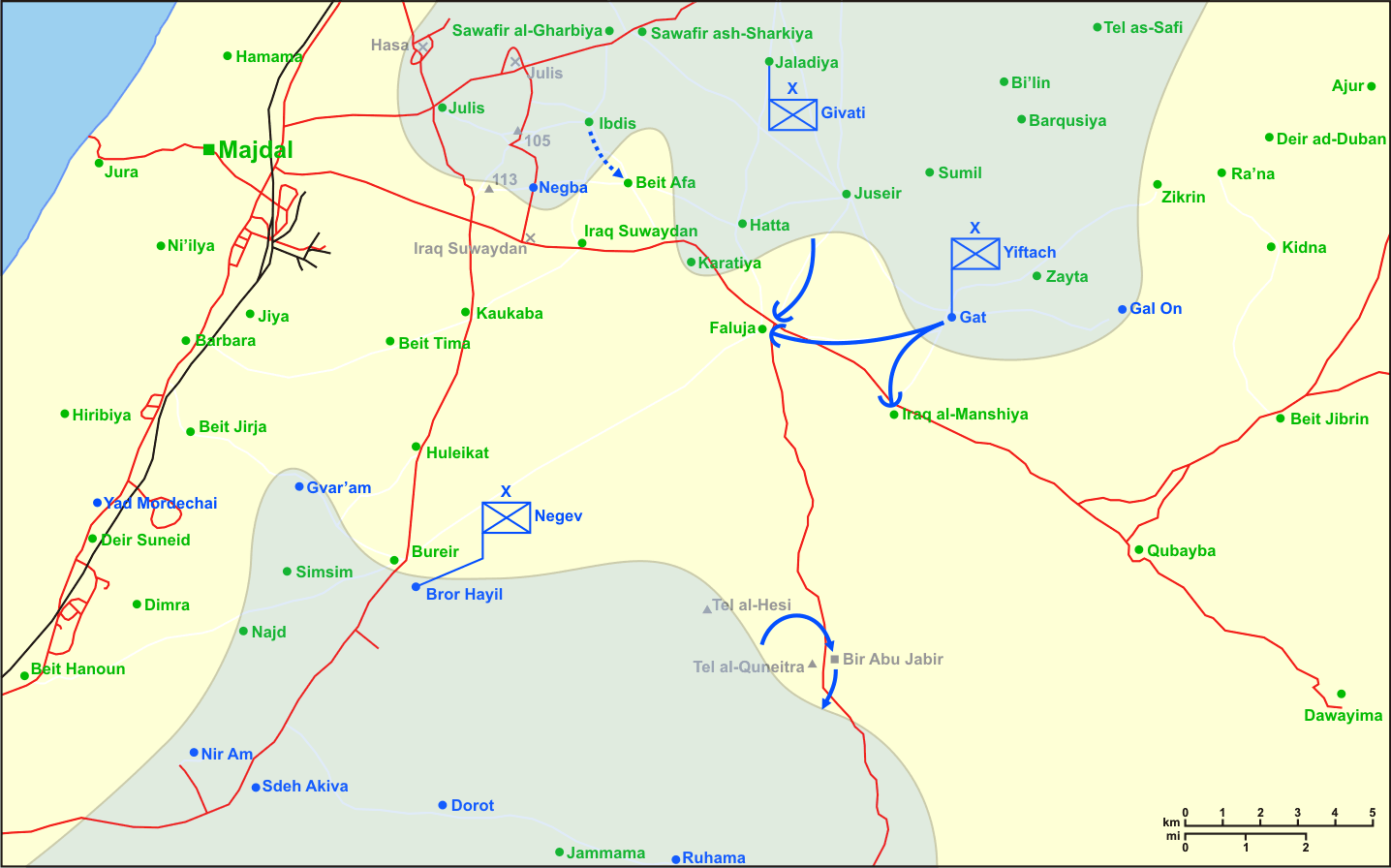
Mapa de los movimientos en GYS 1.

La operación GYS fue un plan para crear un corredor entre el Néguev y el resto de Israel desde Gat y Karatiyya en el norte de Bir Abu-Jabir en el sur. Las fuerzas de la Brigada Guivati se desplegarían desde Jaladiyya; la Brigada Yiftaj, de Gat; y la Brigada Néguev, de Bror Hayil. El 53.° Batallón de Guivati capturaría Irak al-Manshiyya, y las fuerzas de Yiftaj, bajo el comando paraguas de su 1.° Batallón, tomaría Faluya. Se reunirían al sur de los pueblos con el 7.° Batallón de Néguev. El marco de tiempo para la operación se fijó para un solo día. La orden fue dada a Shimon Avidan, comandante de la Brigada Guivati.
El ataque comenzó el 27 de julio, cuando Guivati envió una fuerza para atacar Bayt 'Affa (entre Negba y Karatiyya) como una distracción. Otras fuerzas de Guivati dejaron Gat y asaltaron Irak al-Manshiyya, pero se encontraron con una fuerte resistencia. Mientras tanto, una compañía de Yiftaj rodeó Faluya y otra compañía la atacó; la tercera quedó en reserva. El primer ataque fue repelido, y en el segundo, la compañía alcanzó el perímetro interior de la aldea. Sin embargo, el comandante de las fuerzas de Yiftaj no pudo comunicarse con la compañía atacante y se dio una orden de retirada. Las dos compañías que rodeaban el pueblo la cumplieron de inmediato, pero la situación era más difícil para las tropas en primera línea, que se mantuvieron hasta la madrugada y sufrieron cuatro muertos y 26 heridos. Después de que la operación fracasó, las fuerzas de Néguev, que tomaron posiciones en Bir Abu-Jabir, también volvieron a sus bases.

## GYS 2
Entre GYS 1 y GYS 2, las fuerzas israelíes que participaron en GYS 1 hostigaron los transportes egipcios a lo largo de la carretera Majdal-Bayt Jibrin. El segundo intento de abrirse paso hacia el Néguev se realizó entre el 30 de julio y el 2 de agosto. En la tarde del día 30, los comandos de Guivati dejaron Zeita para una patrulla de reconocimiento. Volvieron después de alcanzar Khirbet Qarqara, convencidos de que no había fuerzas egipcias allí. El 31 de julio, la policía militar escoltó al convoy de suministros al sur del país. Se reunieron con la unidad de los Zorros del Samson de Guivati a las 23:50 horas del 31 de julio. Mientras tanto, la brigada Yiftaj tomó posiciones a lo largo de la ruta prevista del convoy y protagonizó un ataque de distracción en el área de Julis.
El convoy se reunió con dificultades cuando se acercó a Wadi Qubeiba. Dos camiones se atascaron y uno se encontró con una mina terrestre, matando a un soldado. Después de llegar a Khirbet Qarqara, beduinos locales abrieron fuego contra el convoy y se retiraron después de intercambiar disparos con Guivati. En la tumba del jeque Abu Ghazala, al sur de Faluya, el convoy se reunió con el 9.° Batallón de Néguev, y las fuerzas de escolta regresaron a sus bases. El convoy llegó entonces de manera segura a Bror Hayil y Ruhama. Las fuerzas de Yiftaj se retiraron del frente sur, por el momento.

## Consecuencias
Un tercer intento, llamado operación Camino hacia el Néguev, se realizó el 18-19 de agosto, pero el convoy fue atacado directamente por las fuerzas egipcias y solamente un camión entró al Néguev. El mismo día, el Estado Mayor General de las FDI declaró que las fuerzas de tierra no podían pasar con seguridad provisiones al Néguev, y decidió que la fuerza aérea en adelante sería utilizada. Esta fue una de las razones para el lanzamiento de la operación Avak, un suministro continuo aéreo que tuvo lugar entre el 23 de agosto y el 21 de octubre de 1948, hasta que se abrió un corredor de tierra permanente en la operación Yoav.